# Ivan Hugo Botteri
Ivan Hugo Botteri (Split, 5. kolovoza 1876. – 17. veljače 1963.), hrvatski liječnik internist. Autorom je prvoga hrvatskog udžbenika interne medicine. Stariji brat liječnika Alberta Botterija. Oboje su ostavili dubok trag u hrvatskoj medicini.

## Životopis
Rođen u Splitu. Kao i mlađi brat, pohađao gimnaziju u Zadru. U Beču je studirao medicinu. Dr.med od 1901. Vratio se u Zadar gdje je počeo svoju liječničku karijeru. Isti je životni put dotad prošao i njegov brat Albert. Životni im se putevi potom razilaze. Ivan Hugo je iz Zadra pošao u Šibenik. U Šibeniku je bio primarni liječnik i ravnatelj zemaljske bolnice 1914. godine. Radio duže vremena na Klinici v. Schrötters u Beču. Ali, opet se susreće s bratom na zagrebačkome Medicinskom fakultetu. Ondje su oboje bili sveučilišni profesori i predstojnici klinika. Bio je šefom Internog odjela Klinike za unutarnje bolesti Zakladne bolnice u Zagrebu (Kliničke bolnice Sveti Duh) od 1934. do 1936. godine, a nakon njegova odlaska odjel je preuzeo prim. dr. Viktor Boić. Od 1935. godine redovni profesor interne medicine u Zagrebu. Ivan Hugo i brat Albert radili su na zagrebačkome Medicinskome fakultetu sve do ratne 1943. kad su umirovljeni. Krajem rata 1945. opet su vraćeni na položaj. Njihove suklinike nagodinu se našle pod istim krovo, na KBC Rebru. Umirovljen je 1951. zbog starosti. Umro je 1963. i pokopan na Mirogoju.
Radove je objavio u Liječničkom vjesniku. On, Ernest Mayerhofer i Franjo Kogoj bili su najveći hrvatski alergolozi svog vremena.